# Сендра
Сендра (фр. Cendras) насеље је и општина у јужној Француској у региону Лангдок-Русијон, у департману Гар која припада префектури Алес.
По подацима из 2011. године у општини је живело 1936 становника, а густина насељености је износила 150,54 становника/km². Општина се простире на површини од 12,86 km². Налази се на средњој надморској висини од 140 метара (максималној 560 m, а минималној 138 m).

## Демографија
| 1962. | 1968. | 1975. | 1982. | 1990. | 1999. | 2011. |
| ----- | ----- | ----- | ----- | ----- | ----- | ----- |
| 2.248 | 2.781 | 2.267 | 2.140 | 2.022 | 1.952 | 1.936 |

График промене броја становника у току последњих година